# 킹스턴 파크
킹스턴 파크(Kingston Park)는 잉글랜드 뉴캐슬어폰타인 근교에 있는 다목적 경기장이다. 대부분 뉴캐슬 팔콘스의 럭비 유니온 경기에 사용되며 또 다른 럭비팀인 뉴캐슬 선더와 축구팀인 뉴캐슬 유나이티드 리저브 팀이 홈구장으로 사용하기도 한다. 2007년부터 2009년까지는 세미 프로 축구 클럽인 뉴캐슬 블루 스타가 홈구장으로 사용하기도 하였다.